# اندر ویتوریا
اندر ویتوریا (انگلیسی: Ander Vitoria؛ زادهٔ ۲۲ ژانویهٔ ۱۹۹۰) بازیکن فوتبال است.
وی همچنین در تیم ملی فوتبال زیر ۱۷ سال اسپانیا بازی کرده‌است.